# Wojna angielsko-szwedzka
Wojna angielsko-szwedzka 1810-1812 – konflikt w ramach wojen koalicyjnych, zakończony pokojem w Örebro. W konflikcie tym nie doszło do walk zbrojnych pomiędzy zwaśnionymi stronami.
Po zawarciu pokoju w Paryżu w roku 1810 Szwedzi włączeni zostali przez Francję do Blokady kontynentalnej i embarga handlowego nałożonego na Wielką Brytanię. Ponieważ Wielka Brytania była w tamtym czasie największym partnerem handlowym Szwecji, embargo było poważnym problemem dla Skandynawów. W rzeczywistości handel został jedynie zminimalizowany i odbywał się nieoficjalnie przyjmując charakter szmuglu.
Niezadowolona z tego powodu Francja w dniu 13 listopada postawiła rządowi szwedzkiemu ultimatum: Szwecja ma w przeciągu 5 dni wypowiedzieć wojnę Anglii, wszystkie jednostki brytyjskie w portach szwedzkich mają zostać zatrzymane a towar skonfiskowany. Niezastosowanie się do żądań Francuzów groziło Szwecji wypowiedzeniem wojny przez Francję i jej sprzymierzeńców.
Dnia 17 listopada 1810 roku rząd szwedzki wypowiedział wojnę Anglii. Do żadnych działań zbrojnych jednak nie doszło, brytyjskie okręty mogły nawet nie niepokojone korzystać z portu w Hanö. Raz tylko doszło do przelewu krwi (15 czerwca 1811) kiedy to generał Hampus Mörner na czele 140 ludzi zdławił siłą zryw grupy chłopów z Klågerup w Skani, którzy protestowali przeciwko poborowi rekrutów. Tak zwana „awantura w Klågerup” zakończyła się śmiercią 30 chłopów. Po wybraniu Jeana-Baptiste Bernadotte na szwedzkiego władcę znacznie pogorszyły się stosunki szwedzko-francuskie. W roku 1812 po zajęciu przez Francuzów Pomorza Szwedzkiego oraz Rugii, rząd szwedzki wysłał do Wielkiej Brytanii dyplomatów celem zakończenia wojny. Po długotrwałych rokowaniach w dniu 18 lipca 1812 podpisano porozumienie pokojowe w Örebro.